# Малая Богачовка
Малая Богачовка (укр. Мала Багачівка) — село в Кривоозерском районе Николаевской области Украины.
Население по переписи 2001 года составляло 14 человек. Почтовый индекс — 55152. Телефонный код — 5133. Занимает площадь 0,366 км².

## История
В 1945 г. Указом ПВС УССР колония Богачовка переименована в село Малая Богачовка.

## Местный совет
55152, Николаевская обл., Кривоозерский р-н, с. Богачовка, ул. Горького, 21